# Floyd (Wirginia)
Floyd – miasto w Stanach Zjednoczonych, w stanie Wirginia, siedziba administracyjna hrabstwa Floyd.